# Rudnia (sielsowiet Wólka)
Rudnia (biał. Рудня, ros. Рудня) – nieistniejąca wieś, majątek i folwark, obecnie uroczysko na Białorusi, w rejonie iwacewickim obwodu brzeskiego, nad Szczarą, około 3 km na wschód od Wólki i około 25 km na północny wschód od Iwacewicz.

## Historia
Majątek należał od XVI wieku do rodziny Jundziłłów herbu Łabędź. W drugiej połowie XVIII wieku właściciele opuścili Rudnię i przenieśli się do pobliskiego Reginowa (około 2 km na północ od Wólki), gdzie wybudowali nową siedzibę. 
Wieś szlachecka położona była w końcu XVIII wieku w hrabstwie różańskim w powiecie słonimskim województwa nowogródzkiego. 
Rudnia wraz z Reginowem zajmowały w drugiej połowie XIX wieku powierzchnię około 7 tysięcy dziesięcin. Właścicielami majątku byli wtedy bracia Stanisław (ur. w 1853 roku) i Kazimierz (ur. w 1858 roku) Jundziłłowie. W latach 20. XX wieku ostatnim właścicielem dóbr był Józef Baliński (1895–1928), syn Ignacego (1862–1951), senatora II Rzeczypospolitej, który z kolei był synem Józefy Jundziłłówny (1840–1903), siostry ojca Stanisława i Kazimierza Jundziłłów. Józef Baliński po 1921 roku przekazał część majątku na rzecz reformy rolnej, folwark w Reginowie natomiast na rzecz oo. salezjanów, a sam osiadł w Rudni.
Po III rozbiorze Polski w 1795 roku Rudnia, wcześniej należąca do powiatu słonimskiego województwa nowogródzkiego Rzeczypospolitej, znalazła się na terenie powiatu słonimskiego (ujezdu), wchodzącego w skład kolejno guberni: słonimskiej, litewskiej i grodzieńskiej Imperium Rosyjskiego. Po ustabilizowaniu się granicy polsko-radzieckiej w 1921 roku folwark wrócił do Polski, znalazł się w gminie wiejskiej Dobromyśl powiatu słonimskiego województwa nowogródzkiego (w 1926 roku gmina ta została przyłączona do powiatu baranowickiego tegoż województwa), od 1945 roku Rudnia była w ZSRR, od 1991 roku – na terenie Republiki Białorusi.

## Dawny dwór

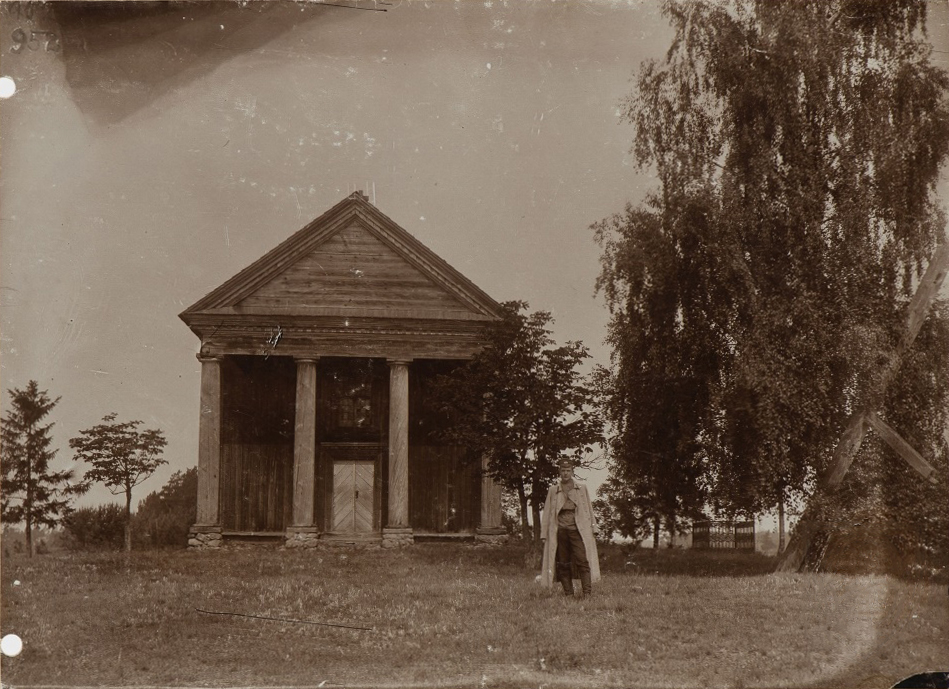
Kaplica domowa Jundziłłów przed 1914 rokiem

Modrzewiowy dwór stał tu co najmniej od pierwszej połowy XVIII wieku. Był wzniesiony na planie szerokiego prostokąta, przykryty wysokim, gładkim, naczółkowym dachem gontowym z trzema biało tynkowanymi kominami. Od strony podjazdu miał dwa niewielkie, identyczne ganki, każdy o dwóch kolumnach wspierających dwuspadowy daszek. 
Dom był niezamieszkany przez prawie półtora wieku, dopiero w XX wieku zgromadzono tu trochę pamiątek rodzinnych, przeniesionych po I wojnie światowej z Reginowa.
Przed domem rozciągał się gazon, po którego przeciwległej stronie, trochę na lewo, na lekkim wzniesieniu stała podobna w stylu mieszkalna oficyna. Po prawej stronie, w większej odległości od domu stała drewniana kaplica domowa, wyższa od obu domów, wzniesiona na planie prostokąta, z dwuspadowym dachem i czterokolumnowym portykiem na całej swojej szerokości, wspierającym trójkątny szczyt. Koło kaplicy był cmentarzyk rodzinny.

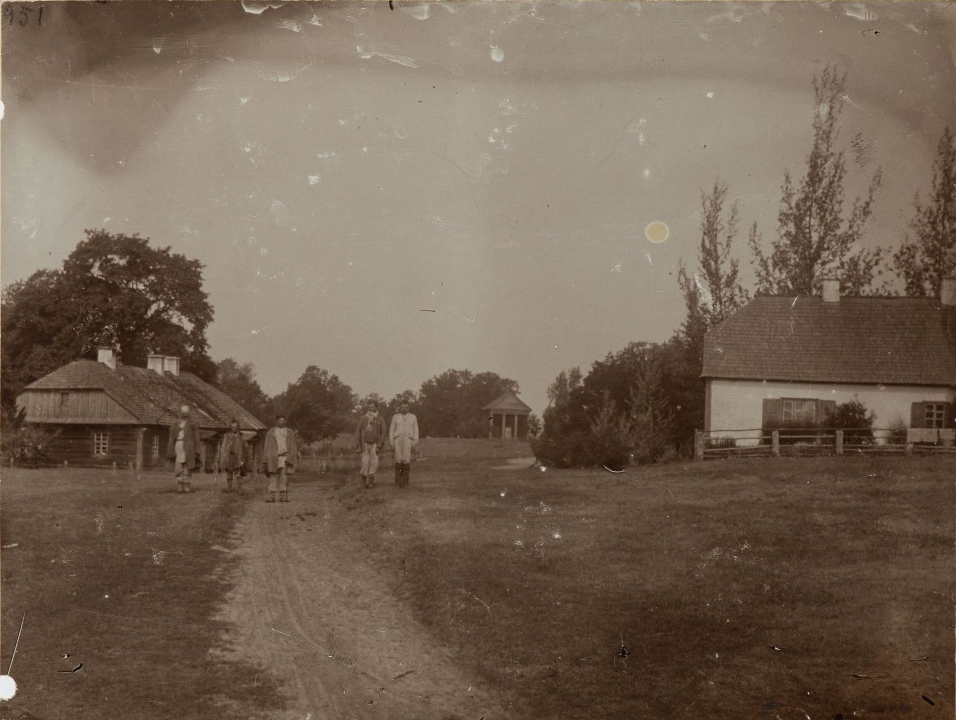
Majątek Jundziłłów w Rudni, od lewejː oficyna, kaplica i fragment dworu

Dwór stał pośród rozległego ogrodu, który zdziczał w XIX wieku, jednak w latach 20. i 30. XX wieku był porządkowany. Niewielkie resztki tego ogrodu są wszystkim, co pozostało po folwarku. Dwór nie przetrwał II wojny światowej. 
Majątek w Rudni jest opisany w 2. tomie Dziejów rezydencji na dawnych kresach Rzeczypospolitej Romana Aftanazego.